# Villiger Söhne Holding

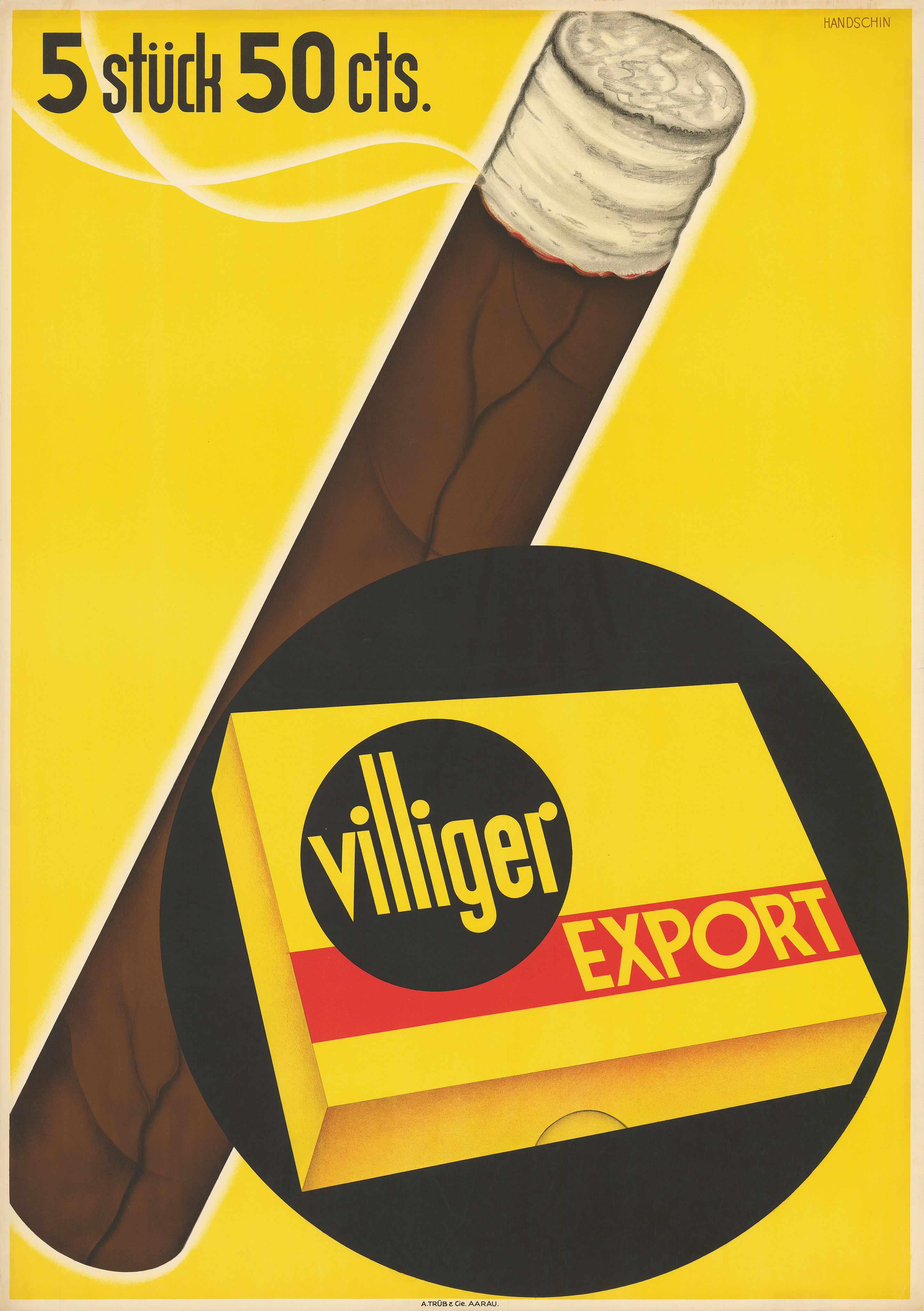
Plakat für ‹Villiger Export›, 1937

Die Villiger Söhne Holding AG mit Sitz in Pfeffikon ist ein international tätiger Schweizer Zigarillo- und Zigarren-Hersteller. Das in dritter Generation geführte Familienunternehmen produziert jährlich  eine Stückzahl von mehr als 1 Milliarde Zigarren und Zigarillos und beschäftigt 1600 Mitarbeiter. 

## Produktion und Vertrieb
Die Produktion konzentriert sich auf die Werke am Firmenhauptsitz in der Schweiz in Pfeffikon, in Deutschland in Waldshut-Tiengen, sowie am Standort Bünde und in Indonesien auf der Insel Java (Jember/Jawa Timur). Die Villiger Handmade Zigarren werden in einer eigenen Manufaktur in Brasilien, einem Beteiligungsunternehmen in Nicaragua und in einem Sub-Unternehmen in der Dominikanischen Republik hergestellt.
Der Vertrieb erfolgt in den wichtigsten nationalen Märkten über eigene Vertriebsgesellschaften, ebenso in den Märkten USA und Frankreich, kleinere Märkte werden über qualifizierte Importeure abgedeckt. Die beiden produzierenden Dachgesellschaften Villiger Söhne AG in der Schweiz und Villiger Söhne GmbH in Deutschland exportieren weltweit in rund 80 Länder.

## Geschichte
Das Unternehmen wurde 1888 durch Jean Villiger als Zigarrenfabrik gegründet. Als er 1902 im Alter von 42 Jahren starb, nahm Louise Villiger die Stelle ihres Mannes ein. 1910 gründete sie im deutschen Tiengen ein Tochterunternehmen. 
Später übernahmen ihre beiden Söhne Hans und Max Villiger das Unternehmen und bauten es zu einem bedeutenden Zigarrenhersteller in Europa aus. Auf diese folgten die Söhne von Max, Heinrich (1930–2025) und Kaspar Villiger. Ab 1983 ergänzte ein neues Werk in Bünde die Produktionsstätten in Pfeffikon und Waldshut-Tiengen. 
Nachdem Kaspar Villiger 1989 in den Bundesrat gewählt worden war und sich aus dem Unternehmen zurückgezogen hatte, führte Heinrich Villiger als einziger Eigentümer die Villiger-Gruppe.